# Niklas Bäckström (kampsportare)
Niklas Bäckström, född 22 augusti 1989 i Luleå, är en före detta professionell svensk MMA-utövare som bland annat tävlat i organisationen UFC i viktklassen fjädervikt.
Den 31 maj 2014 debuterade Bäckström i UFC med att besegra Tom Niinimäki via en strypning (rear-naked) i första ronden.

## Bakgrund
Som tioåring började Bäckström träna jiu jitsu. Vid 14 års ålder tränade han även boxning och brottning. Efter gymnasiet flyttade han till Stockholm för att kunna fortsätta utvecklas inom sporten. 

## MMA

### Tidig karriär
Bäckström debuterade i Europa MMA den 22 mars 2014 då han besegrade tysken Max Coga på knockout efter 15 sekunder i första ronden.

### UFC
Den 31 maj 2014 gick Bäckström sin första match i organisationen UFC mot Tom Niinimäki på UFC Fight Night: Muñoz vs. Mousasi som hölls i Berlin, Tyskland. Detta efter att brasilianaren Thiago Tavares, som ursprungligen skulle ha mött Niinimäki tvingades dra sig ur på grund av en skada. Bäckström vann mot Niinimäki efter 4.15 i den första ronden på submission. 
Bäckström fick även utmärkelsen Performance of the Night för matchen mot Niinimäki.
Den 25 juli 2014 blev det klart att Bäckströms andra match i UFC skulle äga rum den 4 oktober i Stockholm på UFC Sweden 3. Niklas motståndare blev brittiske Mike Wilkinson.
Inför matchen mot Mike Wilkinson uttryckte Bäckström i en intervju att han var säker på att han skulle vinna matchen och ansåg Unibets matchodds på 1.17 vara för höga. I en intervju till TV 4 Sport fortsatte han i den övermodiga tonen: "Jag kan ha en dålig dag men ändå ha en bättre teknik och fightingförmåga än vad han skulle ha på en bra dag, så jag anser att han behöver prestera över sina färdigheter".
I första ronden fick Bäckström in ett par välriktade högersparkar mot huvudet på Wilkinson. Efter den andra lyckas dock Wilkinson kontra blixtsnabbt och fick in en höger som både knockade och släckte Bäckström och domaren bröt matchen. Klockan stod på 1,19 i första ronden.
Efter matchen har Bäckström gått ut i media för att be om ursäkt om sitt agerande efter knockouten, då han i stunden ansåg att matchen avslutats för tidigt.
Den 2 april 2015 blev det klart att Bäckström skulle ta sig an israelen Noad Lahat i Berlin, Tyskland, den 20 juni 2015.  Niklas förlorade matchen via domslut. 
Den 27 augusti 2015 blev det klart att UFC sparkade Bäckström.

### Efter UFC
Den 19 2015 oktober meddelade den svenska MMA-organisationen Battle of Botnia att Bäckström skulle möta Georgi Stoyanov på deras gala den 28 november i Umeå. Niklas dominerade matchen under den korta tid som varade och drog ut bulgaren via rear-naked i den första ronden.
I april 2016 skrev Niklas på ett kontrakt på fyra matcher med den engelska organisationen BAMMA. Niklas förväntades göra sin debut den 4 juni i Dublin, Irland.
Istället gick hans nästa match Scandinavian Fight Nights första och till dags dato enda gala SFN 1 där han mötte serben Danijel Kokora som han besegrade via submission i den första ronden. 
Sedan gick hans nästa match i finska MMA-organisationen Cage där han mötte finnen Joni Salovaara via enhälligt domslut.
Sista matchen i karriären gick vid ryska ACB 65 den 22 juli 2017 mot engelsmannen Andrew Fisher som besegrade Bäckström via enhälligt domslut.
Bäckström meddelade sedan enligt MMANytt.se via instagram att han avslutar sin aktiva MMA-karriär.

## Mästerskap och utmärkelser

### MMA
- Ultimate Fighting Championship
  - Performance of the Night vs. Tom Niinimäki[15]

### Submission Wrestling
- 2012 Swedish National Submission Wrestling Lightweight Tournament 1st place[16]
- 2010 Swedish National Submission Wrestling Lightweight Tournament 3rd place[17]

### BJJ
- 2008 Västerås Cup 4 Open Weight Tournament 3rd place[18]

## Tävlingsfacit MMA
| Resultat | Facit    | Motståndare               | Metod                   | Event                                  | Datum            | Rond | Tid  | Plats                | Noter             |
| Vinst    | 1-0      | Gabriel Mboge Nesje (SWE) | Submission (rear-naked) | SC 4 - Bad Intentions                  | 31 oktober 2009  | 1    | 2:30 | Stockholm, Sverige   |                   |
| Vinst    | 2–0      | Simon Sköld (SWE)         | TKO (slag)              | SC 6 - Lion's Den                      | 29 oktober 2010  | 3    | 3:23 | Stockholm, Sverige   |                   |
| NC       | 2–0 (1)  | Elias Kunnas (FIN)        | No Contest              | Arctic Fight 3                         | 19 mars 2011     | 1    | 1:22 | Rovaniemi, Finland   | Felaktigt dömd KO |
| Vinst    | 3-0 (1)  | Adam Edwards (ENG)        | Domslut (enhälligt)     | CWFC 41                                | 24 april 2011    | 3    | 5:00 | London, England      |                   |
| Vinst    | 4-0 (1)  | Sergej Grecicho (LTU)     | Domslut (enhälligt)     | BP 11 - Kankaanpaa vs. Yamaguchi       | 23 mars 2012     | 3    | 5:00 | Seinäjoki, Finland   |                   |
| Vinst    | 5–0 (1)  | Thomas Hytten (NOR)       | TKO (slag)              | Vision FC - Vision Fight Night 1       | 5 maj 2012       | 2    | 0:00 | Karlstad, Sverige    |                   |
| Vinst    | 6–0 (1)  | Jaakko Vayrynen (FIN)     | TKO                     | LFN 9 - Fight Night 9                  | 19 oktober 2013  | 2    | 0:00 | Kuopio, Finland      |                   |
| Vinst    | 7-0 (1)  | Max Coga (GER)            | TKO (spark, slag)       | Europa MMA                             | 22 mars 2014     | 1    | 0:15 | Brentwood, England   |                   |
| Vinst    | 8-0 (1)  | Tom Niinimäki (FIN)       | Submission (rear-naked) | UFC Fight Night: Muñoz vs. Mousasi     | 31 maj 2014      | 1    | 4:15 | Berlin, Tyskland     |                   |
| Förlust  | 8–1 (1)  | Mike Wilkinson (ENG)      | TKO (slag)              | UFC Fight Night: Nelson vs. Story      | 4 oktober 2014   | 1    | 1:19 | Stockholm, Sverige   |                   |
| Förlust  | 8-2 (1)  | Noad Lahat (ISR)          | Domslut (delat)         | UFC Fight Night: Jędrzejczyk vs. Penne | 20 juni 2015     | 3    | 5:00 | Berlin, Tyskland     |                   |
| Vinst    | 9-2 (1)  | Georgi Stoyanov (BUL)     | Submission (rear-naked) | Battle of Botnia 2015                  | 28 november 2015 | 1    | n/a  | Umeå, Sverige        |                   |
| Vinst    | 10-2 (1) | Danijel Kokora (SER)      | Submission (rear-naked) | Scandinavian Fight Nights 1            | 4 juni 2016      | 1    | n/a  | Solna, Sverige       |                   |
| Vinst    | 11-2 (1) | Joni Salovaara (FIN)      | Domslut (enhälligt)     | Cage 37                                | 26 november 2016 | 3    | 5:00 | Helsingfors, Finland |                   |
| Förlust  | 11-3 (1) | Andrew Fisher (ENG)       | Domslut (enhälligt)     | ACB 65                                 | 22 juli 2017     | 3    | 5:00 | Sheffield, England   |                   |